# Provincia de O'Higgins (1976)
La provincia de O'Higgins fue una de las provincias que integró la VI Región, tras su entrada en vigencia el 1 de enero de 1976. Solo tuvo existencia legal durante una semana, entre el 1 y 7 de enero del mencionado año.

## Historia
El proceso de regionalización de Chile, impulsado por la dictadura militar de Augusto Pinochet, implicó una redefinición de la división político-administrativa del país. El Decreto Ley 575, del 13 de julio de 1974, creó las primeras regiones del país, que vinieron a ocupar el rango de las antiguas provincias, y creó las provincias, que ocuparon el lugar de los antiguos 
departamentos. Es así como esta norma fusionó las antiguas provincias de O'Higgins y Colchagua para conformar la nueva VI Región (que recién en 1979 cambió su denominación a VI Región del Libertador General Bernardo O'Higgins). Esta región, señala el documento, estaría integrada principalmente por las nuevas provincias de O'Higgins y Colchagua. La normativa, sin embargo, no entraría en vigencia de inmediato, sino que a contar del 1 de enero de 1976.
El 31 de diciembre de 1975, mediante el Decreto Ley 1.317, la dictadura modifica el Decreto Ley 575 de 1974, decretando que la VI Región estaría compuesta por las provincias de Cachapoal (tomando el nombre del antiguo departamento de Cachapoal) y Colchagua. Sin embargo, debido a que el Decreto Ley fue publicado en el Diario Oficial de la República de Chile el 7 de enero de 1976, la nueva provincia de O'Higgins estuvo en vigencia solo durante una semana.

## Comunas
La provincia estuvo constituida por 17 comunas:
- Codegua
- Coinco
- Coltauco
- Doñihue
- Graneros
- Las Cabras
- Machalí
- Malloa
- Olivar
- Peumo
- Pichidegua
- Quinta de Tilcoco
- Rancagua
- Requínoa
- Rengo
- Mostazal
- San Vicente de Tagua Tagua